# Giro del Veneto 1978
Il Giro del Veneto 1978, cinquantunesima edizione della corsa, si svolse il 30 settembre 1978 su un percorso di 216 km. La vittoria fu appannaggio dell'italiano Valerio Lualdi, che completò il percorso in 5h20'13", precedendo il connazionale Pierino Gavazzi e lo svedese Bernt Johansson.

## Ordine d'arrivo (Top 10)
| Pos. | Corridore                | Squadra                    | Tempo    |
| ---- | ------------------------ | -------------------------- | -------- |
| 1    | Valerio Lualdi           | Bianchi-Faema              | 5h20'13" |
| 2    | Pierino Gavazzi          | Zonca-Santini              | a 23"    |
| 3    | Bernt Johansson          | Fiorella Mocassini-Citroën | s.t.     |
| 4    | Gianbattista Baronchelli | Scic-Bottecchia            | s.t.     |
| 5    | Corrado Donadio          | Vibor                      | s.t.     |
| 6    | Clyde Sefton             | Fiorella Mocassini-Citroën | s.t.     |
| 7    | Roberto Ceruti           | Mecap-Selle Italia         | s.t.     |
| 8    | Johan De Muynck          | Bianchi-Faema              | s.t.     |
| 9    | Alfio Vandi              | Magniflex-Torpado          | s.t.     |
| 10   | Stefano D'Arcangelo      | Intercontinentale Ass.     | s.t.     |